# 平野由紀
平野 由紀（ひらの ゆき、1977年5月9日 - ）は、神奈川県出身の女優である。毛皮族に所属している。

2004年に毛皮族のオーディションに合格し、同年12月に全労済ホールスペース・ゼロにて『お化けが出るぞ！』で初公演を行なった。

## 出演作品

### 舞台
- 天国と地獄（演劇キック）
- 闘うときが、来たようですな。（THE フォービーズ）